# Crotalaria lusamboensis
Crotalaria lusamboensis är en ärtväxtart som beskrevs av Rudolf Wilczek. Crotalaria lusamboensis ingår i släktet sunnhampor, och familjen ärtväxter. Inga underarter finns listade i Catalogue of Life.